# Ovbratten
Der Ovbratten (von norwegisch bratt ‚steil‘) ist ein steiler, felsiger und pyramidenförmiger Berg im ostantarktischen Königin-Maud-Land. Im Borg-Massiv ragt er 3 km südwestlich der Høgfonna auf.
Norwegische Kartographen, die den Berg auch benannten, kartierten ihn anhand geodätischer Vermessungen und Luftaufnahmen der Norwegisch-Britisch-Schwedischen Antarktisexpedition (1949–1952).